# KMT5C
KMT5C (англ. Lysine methyltransferase 5C) – білок, який кодується однойменним геном, розташованим у людей на довгому плечі 19-ї хромосоми. Довжина поліпептидного ланцюга білка становить 462 амінокислот, а молекулярна маса — 52 113.
| 10         |  | 20         |  | 30         |  | 40         |  | 50         |
| ---------- |  | ---------- |  | ---------- |  | ---------- |  | ---------- |
| MGPDRVTARE |  | LCENDDLATS |  | LVLDPYLGFR |  | THKMNVSPVP |  | PLRRQQHLRS |
| ALETFLRQRD |  | LEAAYRALTL |  | GGWTARYFQS |  | RGPRQEAALK |  | THVYRYLRAF |
| LPESGFTILP |  | CTRYSMETNG |  | AKIVSTRAWK |  | KNEKLELLVG |  | CIAELREADE |
| GLLRAGENDF |  | SIMYSTRKRS |  | AQLWLGPAAF |  | INHDCKPNCK |  | FVPADGNAAC |
| VKVLRDIEPG |  | DEVTCFYGEG |  | FFGEKNEHCE |  | CHTCERKGEG |  | AFRTRPREPA |
| LPPRPLDKYQ |  | LRETKRRLQQ |  | GLDSGSRQGL |  | LGPRACVHPS |  | PLRRDPFCAA |
| CQPLRLPACS |  | ARPDTSPLWL |  | QWLPQPQPRV |  | RPRKRRRPRP |  | RRAPVLSTHH |
| AARVSLHRWG |  | GCGPHCRLRG |  | EALVALGQPP |  | HARWAPQQDW |  | HWARRYGLPY |
| VVRVDLRRLA |  | PAPPATPAPA |  | GTPGPILIPK |  | QALAFAPFSP |  | PKRLRLVVSH |
| GSIDLDVGGE |  | EL         |  |            |  |            |  |            |

A: Аланін

C: Цистеїн

D: Аспарагінова кислота

E: Глутамінова кислота

F: Фенілаланін

G: Гліцин

H: Гістидин

I: Ізолейцин

K: Лізин

L: Лейцин

M: Метіонін

N: Аспарагін

P: Пролін

Q: Глутамін

R: Аргінін

S: Серин

T: Треонін

V: Валін

W: Триптофан

Кодований геном білок за функціями належить до трансфераз, репресорів, регуляторів хроматину, метилтрансфераз, фосфопротеїнів. 
Задіяний у таких біологічних процесах, як транскрипція, регуляція транскрипції, альтернативний сплайсинг. 
Білок має сайт для зв'язування з S-аденозил-L-метіоніном. 
Локалізований у ядрі, хромосомах.